# A Woman Falling Out of Love
A Woman Falling Out of Love é o trigésimo oitavo álbum de estúdio da cantora americana Aretha Franklin. Lançado no dia 3 de maio de 2011 pela gravadora independente Aretha's Records. A Woman Falling Out of Love incorpora gêneros musicais sempre usados por Aretha, sendo um álbum religioso, do estilo gospel e soul e também usando gêneros como R&B e rock and roll. No álbum, o assunto central é a religião, sendo usado também o amor em algumas faixas. Aretha trabalhou com uma pequena equipe de produtores, sendo deles, a produtora executiva. Com A Woman Falling Out of Love, Franklin teve total ligação com produção e composição do álbum. O álbum foi apenas lançado nas lojas walmart e no site da loja, apenas dos Estados Unidos, distribuido pela gravadora própria de Franklin e não tem previsão para chegar em outros países. Vendeu na primeira semana nos Estados Unidos em torno de 50 mil cópias online.
Um single do álbum foi lançado, sendo ele, a canção "How Long I've Waited", lançada nas lojas dos Estados Unidos e em download digital no dia 27 de abril de 2011, não debutando em nenhuma parada musical.

## Recepção da crítica
| Críticas profissionais | Críticas profissionais |
| Avaliações da crítica  | Avaliações da crítica  |
| Fonte                  | Avaliação              |
| ---------------------- | ---------------------- |
| Rolling Stone          | [ 5 ]                  |

Will Hermes da revista Rolling Stone diz que o instrumento principal de Aretha era necessário (referindo-se a voz), mas ela foi além e se candidatou a produtora executiva do álbum, elogiando os arranjos e o vocal explosivo de Aretha e dizendo que os outros produtores do álbum estavam servindo corretamento a sua majestade (referindo-se ao título de Rainha do Soul, apelido dado a Aretha Franklin). Dando duas estrelas e meia para o álbum.

## Alinhamento das faixas
| Edição padrão |                                                           |                                                   |                                    |         |  |
| N.º           | Título                                                    | Compositor(es)                                    | Produtor(es)                       | Duração |  |
| 1.            | "How Long I've Been Waiting"                              | Aretha Franklin                                   | Franklin                           | 5:19    |  |
| 2.            | "Sweet Sixteen"                                           | Joe Bihari, B. B. King                            | Franklin                           | 5:10    |  |
| 3.            | "This You Should Know"                                    | Franklin                                          | Franklin                           | 4:15    |  |
| 4.            | "U Can't See Me"                                          | Curtiss Boone                                     | Boone                              | 5:05    |  |
| 5.            | "A Summer Place"                                          | Mack Discant, Max Steiner                         | Franklin                           | 4:38    |  |
| 6.            | "The Way We Were"                                         | Alan Bergman, Marilyn Bergman, Marvin Hamlisch    | Marty Paich                        | 5:28    |  |
| 7.            | "New Day"                                                 | Kecalf Franklin Cunningham, Norman West           | Brian Garrett, Joseph Hall         | 4:17    |  |
| 8.            | "Put It Back Together Again"                              | West                                              |                                    | 6:15    |  |
| 9.            | "Faithful" (com Karen Clark-Sheard)                       | Richard Smallwood                                 | Sanchez G. Harley, Jacqui Whittman | 6:31    |  |
| 10.           | "His Eyes is On the Sparrow" (cantada por Eddie Franklin) | Charles Hutchinson Gabriel, Civilla Durfee Martin | Franklin                           | 6:09    |  |
| 11.           | "When 2 Become One"                                       | Boone                                             |                                    | 4:56    |  |
| 12.           | "My Country 'Tis of Thee"                                 | Samuel Francis Smith, Thesaurus Musicus           | Franklin, H.B. Barnum              | 2:56    |  |

## Desempenho nas paradas musicais

### Posição
| Tabela (2011)      | Melhor posição |
| ------------------ | -------------- |
| Billboard 200      | 54             |
| R&B/Hip-Hop Albums | 15             |
| Independent Albums | 8              |

## Histórico de lançamento
| País           | Data              | Gravadora        |
| -------------- | ----------------- | ---------------- |
| Estados Unidos | 3 de maio de 2011 | Aretha's Records |